# Cyathea brunoniana
Cyathea brunoniana là một loài dương xỉ trong họ Cyatheaceae. Loài này được C.B. Clarke mô tả khoa học đầu tiên..
Danh pháp khoa học của loài này chưa được làm sáng tỏ. 